# Hakuna matata
Hakuna matata je svahilská fráze vyjadřující bezstarostnost, podobně jako fráze „to je v pořádku“ nebo „žádný problém“. Skládá se ze slov hakuna (záporný tvar slovesa být) a matata (množné číslo slova problém).
Je použita například:

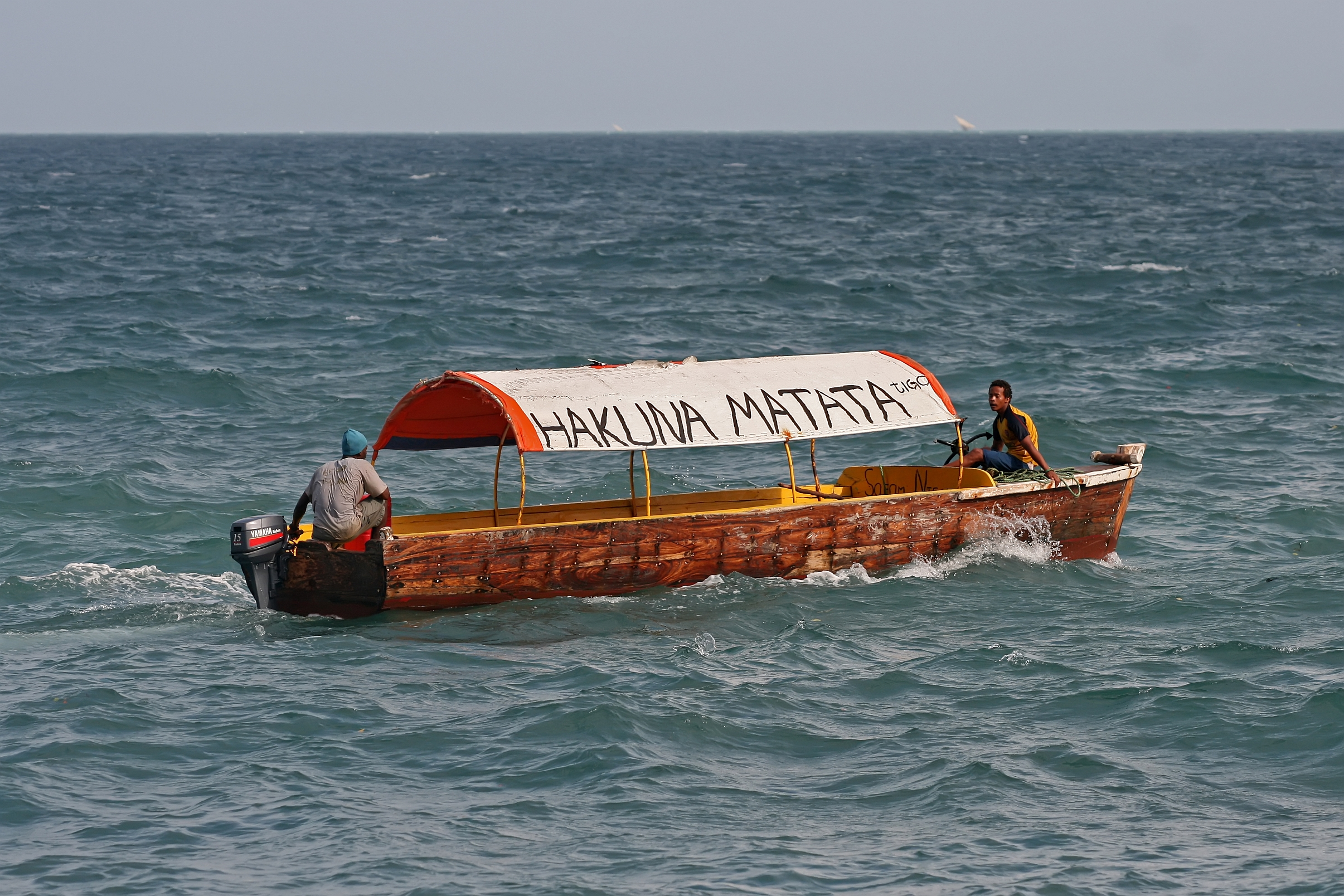
Hakuna matata jako nápis na tanzanské lodi

- V písni Jambo Bwana („Haló pane“) z roku 1980 od keňské skupiny Them Mushrooms
- V písni Jambo – Hakuna Matata od německé skupiny Boney M. z roku 1983
- Ve švédském komiksu Bamse z poloviny osmdesátých let
- V písni „Hakuna matata“ z filmu Lví král z roku 1994, odkud se rozšířila do populární kultury
- V písni Boy in luv od jihokorejské skupiny Bangtan Boys
- V písni Wave od jihokorejské skupiny ATEEZ
- V písni „Hakuna matata“ od hudební dvojice Štístko a Poupěnka

Podobnou frází ve francouzštině je Sans souci.